# Josep Vidal i Munné
Josep Vidal i Munné (Piera, Anoia, 1896 - Barcelona, 1958) va ser un veterinari català, especialitzat en bacteriologia. Va descobrir noves vacunes per malalties contagioses dels animals, i fou el primer president del Col·legi de Veterinaris de Catalunya. Va descobrir la vacuna contra la brucel·losi bovina.
Josep Vidal i Munné va estudiar la carrera de Veterinària a l'Escola de Saragossa, on finalitzà el 1916. Es va incorporar al Laboratori Municipal de Barcelona, on va especialitzar-se en bacteriologia. Hi fou el cap d'investigació veterinària (1927). També fou cap de veterinària de l'Institut Provincial d'Higiene de Barcelona. El 1931 fou cridat a Madrid on se'l nomenà director de l'Institut de Biologia Animal, catedràtic de la facultat de veterinària (1930-33) i vocal del «Consell Pecuari». El 1933 tornà voluntàriament a Barcelona, on recuperà els seus càrrecs.
Entre 1934 i 1936, va ser el primer president del Col·legi Oficial de Veterinaris de Catalunya, conegut com a Col·legi Únic, que incloïa el Col·legi Oficial de Veterinaris de Barcelona que havia estat creat l'any 1900. Va fundar i dirigir la revista La Veterinària Catalana (1934-36). Va publicar treballs en català sobre immunologia i microbiologia. El 1941 fou nomenat director tècnic dels Laboratoris LETI i Lederle-Reunidos.
A Piera hi ha un carrer anomenat en honor seu.

## Obres
- El organismo frente a los microbios. Salvat (Col.Surco), Barcelona, 1950.[6]
- Divagaciones inmunologicas. 1941. Ed. Imp. ORELLANA. Madrid. 1946
- La odisea de los microbios. Barcelona, Ediciones LETI. 1946
- La psicología de los animales domésticos a través de los fabulistas. Prólogo de C. Sanz Egaña. Madrid: Grigelmo, 1951